# گاراژ جو
«گاراژ جو» (به انگلیسی: Joe's Garage) آلبومی از هنرمند اهل ایالات متحده آمریکا فرانک زاپا است که در سال ۱۹۷۹ میلادی منتشر شد.